# La Bouza
La Bouza är en kommun i Spanien, på gränsen till Portugal.   Den ligger i provinsen Provincia de Salamanca och regionen Kastilien och Leon, i den västra delen av landet, 260 km väster om huvudstaden Madrid.